# Mitko Todorov
Mitko Todorov, född 16 juni 1956, är en bulgarisk före detta volleybollspelare.
Todorov blev olympisk silvermedaljör i volleyboll vid sommarspelen 1980 i Moskva.